# Kinas stadsdistrikt
Kinas stadsdistrikt är administrativa regioner på den tredje nivån (häradsnivån) i Folkrepubliken Kinas hierarki av administrativa indelningar. 
Det kinesiska namnet 市辖区, pinyin shì xiáqū, kan översättas med "administrativt område i en stad". I namn på stadsdistrikt förkortas det till 区, pinyin qū, med betydelsen "område". 
Ett stadsdistrikt är ett område som i någon grad är urbaniserat, och som är en del av ett område på högre nivå, som betecknas som "stad". Detta kan vara ett av Kinas fyra storstadsområden, som är enheter på provinsnivå, en stad på subprovinsiell nivå eller i de flesta fall en stad på prefekturnivå. En stad på häradsnivå är däremot på samma administrativa nivå som ett stadsdistrikt. Ofta är en stad på häradsnivå en satellitstad till en centralort, som består av ett eller flera stadsdistrikt.